# Ульянинский, Николай Юрьевич
Николай Юрьевич Ульянинский (30 июля 1872, Тула, Тульская губерния, Российская империя — 23 июня 1937, Москва, СССР) — русский и советский библиограф и библиофил.

## Биография
Родился 30 июля 1872 года в Туле. Окончил филологический и юридический факультеты МГУ. В 1918 году возглавил ЦБ Наркомпроса, данную должность он занимал вплоть до 1922 года. В 1922 году был принят на работу в торговый сектор Госиздата и назначен на должность эксперта-книговеда, в 1926 году был избран директором библиотеки Госиздата, где параллельно с директорской работой занимался теорией и историей библиографии. Был известен также как библиофил, собрав ценную библиотеку (25.000 книг), после его смерти их родственники передали в дар ГБЛ.
Скончался 23 июня 1937 года в Москве. Похоронен на Донском кладбище.